# ISO 3166-2:CI
ISO 3166-2:CI — розділ стандарту ISO 3166-2 (геокоди частин країн) для Кот-д'Івуару, частина стандарту ISO 3166, видана ISO, який визначає геокоди адміністративно-територіальних одиниць країни вищого рівня для всіх країн, які кодуються в ISO 3166-1.
Наразі для Кот-д'Івуар ISO 3166-2 код визначений для 12 районів і 2 автономних районів.
Кожен код складається з двох частин, розділених дефісом. Перша частина CI — ISO 3166-1 alpha-2 код країни. Друга частина складається з двох літер.

## Поточні коди
Назви адмінодиниць наведені як в стандарті ISO 3166-2, який опубліковано ISO 3166 Maintenance Agency (ISO 3166/MA).
Натисніть на кнопки в заголовку, щоб сортувати кожну колонку.
| код   | назва одиниці (fr) | тип                 |
| ----- | ------------------ | ------------------- |
| CI-AB | Abidjan            | autonomous district |
| CI-BS | Bas-Sassandra      | district            |
| CI-CM | Comoé              | district            |
| CI-DN | Denguélé           | district            |
| CI-GD | Gôh-Djiboua        | district            |
| CI-LC | Lacs               | district            |
| CI-LG | Lagunes            | district            |
| CI-MG | Montagnes          | district            |
| CI-SM | Sassandra-Marahoué | district            |
| CI-SV | Savanes            | district            |
| CI-VB | Vallée du Bandama  | district            |
| CI-WR | Woroba             | district            |
| CI-YM | Yamoussoukro       | autonomous district |
| CI-ZZ | Zanzan             | district            |

## Зміни
Наступні зміни розділу задекларовані в записках (newsletters) 'ISO 3166/MA' з часу першої публікації ISO 3166-2 1998-го року.

ISO припинило публікацію записок (newsletters) 2013-го року.
| Newsletter     | Дата публікації | Опис опублікованих змін           | Зміна коду/адмінодиниці                                         |
| -------------- | --------------- | --------------------------------- | --------------------------------------------------------------- |
| Newsletter I-8 | 2007-04-17      | Модифікація структури адмінподілу | Додано одиниці: CI-17 Bafing CI-18 Fromager CI-19 Moyen-Cavally |

| Наступні зміни розділу зазначені в онлайн-каталозі ISO — "the Online Browsing Platform": | |
| Дата прийняття змін                                                                      | Короткий опис змін (en) |
| 2015-11-27                                                                               | Видалення всіх регіонів CI-01 — CI-19; додавання районів CI-BS, CI-CM, CI-DN, CI-GD, CI-LC, CI-LG, CI-MG, CI-SM, CI-SV, CI-VB, CI-WR, CI-ZZ; додавання автономних районів CI-AB, CI-YM; оновлення Джерела Списку |
| 2016-11-15                                                                               | Оновлення Джерела Коду |

### Коди до 27 листопада 2015
| колишній код | назва одиниці (фр)               |
| ------------ | -------------------------------- |
| CI-06        | 18 Montagnes (Région des)        |
| CI-16        | Agnébi (Région de l')            |
| CI-17        | Bafing (Région du)               |
| CI-09        | Bas-Sassandra (Région du)        |
| CI-10        | Denguélé (Région du)             |
| CI-18        | Fromager (Région du)             |
| CI-02        | Haut-Sassandra (Région du)       |
| CI-07        | Lacs (Région des)                |
| CI-01        | Lagunes (Région des)             |
| CI-12        | Marahoué (Région de la)          |
| CI-19        | Moyen-Cavally (Région du)        |
| CI-05        | Moyen-Comoé (Région du)          |
| CI-11        | Nzi-Comoé (Région)               |
| CI-03        | Savanes (Région des)             |
| CI-15        | Sud-Bandama (Région du)          |
| CI-13        | Sud-Comoé (Région du)            |
| CI-04        | Vallée du Bandama (Région de la) |
| CI-14        | Worodougou (Région du)           |
| CI-08        | Zanzan (Région du)               |